# AN/APG-66

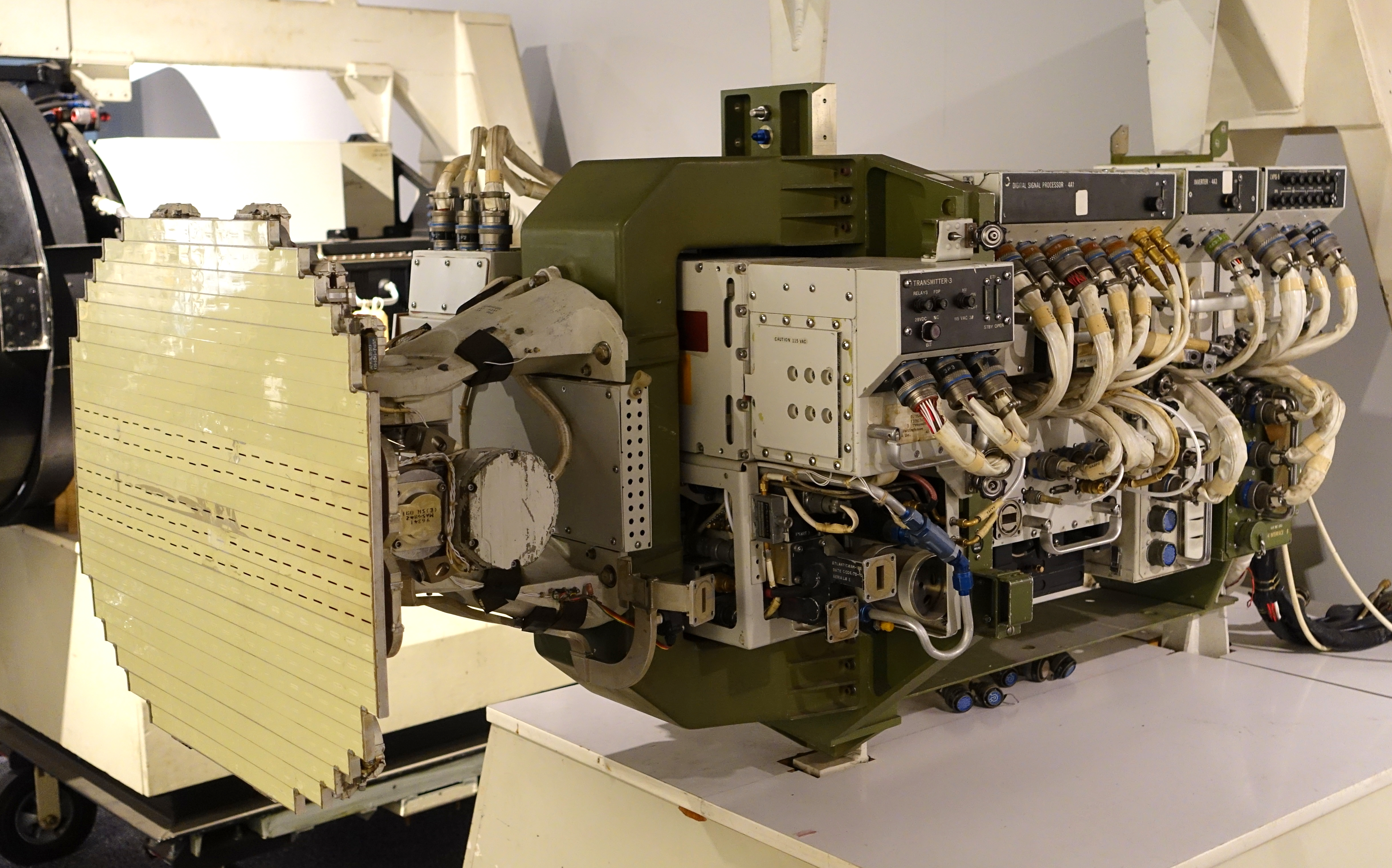
AN-APG-66 einer F-16

Das AN/APG-66 (JETDS-Bezeichnung) ist ein luftgestütztes Radar, welches von Westinghouse (jetzt Northrop Grumman) als Bordradar der F-16 A/B Fighting Falcon von General Dynamics entworfen wurde. Das Radar wurde zeitgleich mit der ersten F-16 im Jahre 1985 eingeführt. Es handelt sich bei dem AN/APG-66 um ein Doppler-Impuls-Radar, welches im I/J-Band arbeitet. Durch seinen modularen Aufbau kann das Radar einfacher gewartet und schneller modernisiert werden. Es verfügt des Weiteren über eine Vielzahl von Betriebsmodi, was die Bekämpfung von Luft-, Land- und Seezielen ermöglicht. Das Nachfolgemodell ist das AN/APG-68, welches in allen F-16 seit dem Block 25 (F-16 C/D) integriert ist.
Eine modifizierte Variante des AN/APG-66-Radars wurde beim US-amerikanischen Flugabwehrpanzer M247 Sergeant York verwendet, das sich aber in der Testphase in der Rolle eines bodenbasierten Radars als ungeeignet erwies. Dieses Problem führte unter anderem zum Abbruch des Projektes und das Panzermodell ging nicht in die Serienproduktion.

## Varianten
- APG-66(V)2: Upgrade des Basismodells. Neue Signalprozessoren, größere Abstrahlleistung, erhöhte Zuverlässigkeit. Die Reichweite in schwieriger Operationsumgebung (viele Bodenechos, EloKa) wurde auf 83 km erhöht.
- APG-66(V)3: Identisch mit der (V)2-Variante, verfügt aber zusätzlich über einen Dauerstrichradar-Betriebsmodus.
- APG-66(V)X: Verbesserte Version der (V)2/(V)3-Variante mit erhöhter Reichweite.
- APG-66T: Version mit Track-While-Scan-Fähigkeiten (ermöglicht das Verfolgen mehrerer Ziele, während das Radar noch im Suchmodus arbeitet).
- ARG-1: Eine Modifikation der (V)2-Variante für die A-4AR Skyhawks der Argentinischen Luftwaffe.
- APG-66H: Angepasste Version für die BAE Hawk der Royal Air Force.
- APG-66J: Angepasste Version im Rahmen des japanischen F-4EJ Phantom II-Upgradeprogramm.
- APG-66NT: Version für die T-39 der US Navy.
- APG-66NZ: Installiert im Zuge des KAHU-Upgradeprogramm für die A-4 Skyhawks Neuseelands.
- AN/APQ-164: für den Rockwell B-1-Bomber, mit einer passiven Phased-Array-Antenne.

## Technische Daten
Quelle: Forecast international (Memento vom 6. Januar 2008 im Internet Archive) (englisch)
| Kenngröße        | APG-66(V)1                                                | APG-66(V)2                                                                      | APG-66(V)X                                                   |
| ---------------- | --------------------------------------------------------- | ------------------------------------------------------------------------------- | ------------------------------------------------------------ |
| Gewicht:         | 134,3 kg                                                  | 115,9 kg                                                                        | k. A.                                                        |
| Volumen:         | 0,102 m³                                                  | 0,097 m³                                                                        | k. A.                                                        |
| Frequenzbereich: | 6,2 – 10,9 GHz                                            | 9,7 – 9,9 GHz                                                                   | 9,7 – 9,9 GHz                                                |
| Reichweite:      | Maximal: 150 km Look-up: 45 – 75 km Look-down: 37 – 55 km | Look-up: 53 – 90 km Look-down: 45 – 67 km                                       | Maximal: 300 km Luftziele: 220 km Bewegte Bodenziele: 115 km |
| MTBF:            | 140 Stunden                                               | > 210 Stunden                                                                   | 750 Stunden                                                  |
| Sonstiges:       | -                                                         | TWS-Zielanzahl: 10 Doppler beam shaping-Verhältnis: 64:1 Sendezeit: 0,81 – 4 µs | Durchschnittliche Leistung: 0,2 kW PRF: 0,5 – 15 kHz         |